# Nádson Rodrigues de Souza
Nádson Rodrigues de Souza, född 30 januari 1982, vanligtvis kallad Nádson, är en brasiliansk före detta fotbollsspelare som spelade som anfallare. Från 2003 till 2008 spelade han för Suwon Samsung Bluewings i K-League.